# Potato Potato
PotatoPotato är ett experimentellt scenkonstkollektiv och en fri teatergrupp i Malmö och Stockholm, startad 2008 av Freja Hallberg. (Potato Potato uttalas med två olika engelskspråkiga uttalsformer och härstammar från den gamla sången "Let's Call the Whole Thing Off".) 

## Verksamhet
Verksamheten drivs av fem konstnärliga ledare: Freja Hallberg, Jenny Möller Jensen, Linda Forsell, Helena Engberg och Paulina Göth. Sedan 2014 har PotatoPotato en egen teaterscen på Rolfsgatan i Malmö och från november 2022 ytterligare en scen, kallad Konträr, på Östgötagatan i Stockholm.  Potato Potato gör experimentell teater, performances, installationer, klubbar, workshops och föreläsningar. Teatern arbetar utifrån samtida frågeställningar och har gestaltat Khadaffi i föreställningen Ni som inte älskar mig förtjänar inte att leva, Helle Thorning-Schmidt och Pia Kjærsgaard i föreställningen Danskjävlar - om detta må vi berätta, och en SOU-rapport av Ann-Sofie Ohlander och Ebba Witt-Brattström i föreställningen Historia A.
Konceptet Lite billigare lite sämre, där Potato Potato tolkar någon annans verk, har gjorts återkommande sedan 2009 på allt från krogscener till Malmö Opera. Dragkonceptet Squeer, där verket tas fram genom dragtekniker, är på sin artonde föreställning. Föreställningen Det Lite Billigare Lite Sämre Bröllopet, där 20 främlingar gifte sig i lottade par samma dag som Kronprinsessan Victorias bröllop uppmärksammades nationellt och internationellt.
Potato Potato turnerar även i Sverige och har spelat på bland annat Arvikafestivalen, Hultsfredsfestivalen, Inkonst, Södra Teatern, Stockholm Pride, Världskulturmuseet, Teater Tribunalen, Kulturhuset Stadsteatern, Unga Klara, Orionteatern, Stora Teatern, Maximteatern, Victoriateatern, Palladium, Turteatern och Malmöfestivalen. Potato Potato har även turnerat till Danmark, Norge, Tyskland, Storbritannien, Lettland och Island.

## Utmärkelser
PotatoPotato tog 2011 emot Kommunistiska Partiets kulturstipendium, Nöjesguidens Malmö/Lundapris för Bästa scen 2015, samt Scenkonstgalans pris Årets Magi 2016 och Årets Brott 2018. 2021 tilldelades man Svenska Kyrkans kulturpris och 2022 Sydsvenska Dagbladets kulturpris. 2016 och 2018 valdes PotatoPotatos produktioner ut till BIBU, 2020 till Scenkonstbiennalen. 

## Föreställningar i urval
- Baywatch (2022) på Inkonst, Konträr, Folkteatern i Göteborg och Dunkers Kulturhus.
- Bråk (2022) på Inkonst och Konträr.
- Sadland (2021) på Kulturhuset Stadsteatern, Stora Teatern.
- Min Morfar Prosten (2020) i Sankt Johannes kyrka i Malmö och Oscarskyrkan i Stockholm.
- Terapisterna (2020) på biograferna Zita, Spegeln, Bio Capitol.
- Riddare av tusen äventyr (2019) på Maximteatern och Stora Teatern.
- Rosemarys Babyshower (2018)
- Sincerely Solo (2017)
- I'm Her(e) (2017)
- I den bästa av tjejvärldar (Sveriges Radio Drama, 2016)
- Dear Stage (2016)
- Bron (2016)
- God sikt (2015)
- Sedlar (2015)
- Den andra tiden (2014)
- Vi är nära (2014)
- Radikal vänskap (2014)
- XOXY lika som porr (2013)
- Sug F*, Slicka K** (2013)
- Dolly/Bert (2013)
- Talanglösa martyrer (2013)
- När någonting är viktigast blir inget annat viktigt (2012)
- Piruett för kannibaler (2012)
- Danskjävlar - om detta må vi berätta (2012)
- Potato On Ice (2011)
- Historia A (2011, 2012, 2014, 2015)
- A Christmas Terror/Horror Show (2011)
- De som inte älskar mig förtjänar inte att leva (2011)
- Det lite billigare lite sämre bröllopet (2010)
- Squeer #13 (2010)